# Doppelakut
| ◌̋                          | ◌̋                    |
| Diakritische Zeichen       | Diakritische Zeichen |
| Bezeichnung                | Zeichen              |
| -------------------------- | -------------------- |
| Akut, einfach              | ◌́                    |
| Akut, doppelt              | ◌̋                    |
| Breve, darüber             | ◌̆                    |
| Breve, darunter            | ◌̮                    |
| Cedille, darunter          | ◌̧                    |
| Cedille, darüber           | ◌̒                    |
| Gravis, einfach            | ◌̀                    |
| Gravis, doppelt            | ◌̏                    |
| Haken                      | ◌̉                    |
| Hatschek                   | ◌̌                    |
| Horn                       | ◌̛                    |
| Komma, darunter            | ◌̦                    |
| Koronis                    | ◌̓                    |
| Makron, darüber            | ◌̄                    |
| Makron, darunter           | ◌̱                    |
| Mittelpunkt                | ·                    |
| Ogonek                     | ◌̨                    |
| Punkt, darüber             | ◌̇                    |
| Punkt, darunter            | ◌̣                    |
| Querstrich                 | ◌̶                    |
| Ring, darüber              | ◌̊                    |
| Ring, darunter             | ◌̥                    |
| diakritischer Schrägstrich | ◌̷                    |
| Spiritus asper             | ◌̔                    |
| Spiritus lenis             | ◌̓                    |
| Tilde, darüber             | ◌̃                    |
| Tilde, darunter            | ◌̰                    |
| Trema, darüber             | ◌̈                    |
| Trema, darunter            | ◌̤                    |
| Zirkumflex                 | ◌̂                    |

Ein Doppelakut, entsprechend seiner Zeichengestalt auch Doppelaufwärtsakzent, ist ein diakritisches Zeichen zur Kennzeichnung einer besonderen Aussprache eines Buchstabens und wird hauptsächlich im Ungarischen verwendet. Hier kennzeichnet der Doppelakut in Ő (&#336;), ő (&#337;) und Ű (&#368;), ű (&#369;) eine längere Aussprache im Vergleich zu den kurzen Vokalen Ö, ö und Ü, ü. Im Ungarischen ist die Vokallänge phonologisch distinktiv, also bedeutungsunterscheidend.
Im Internationalen Phonetischen Alphabet und davon abgeleiteten Rechtschreibungen kleiner Sprachen kennzeichnet der Doppelakut den besonders hohen Sprechton.

## Darstellung auf dem Computer

### Zeichensätze
Im Zeichensatz ASCII kommt der Doppelakut nicht vor. In den Zeichensätzen der ISO-8859-Familie kommen ausgewählte Zeichen mit Doppelakut vor. ISO 8859-2 enthält ŐőŰű und den freistehenden Doppelakut U+02DD DOUBLE ACUTE ACCENT (˝).
Unicode kann zusätzlich beliebige Zeichen mit Doppelakut als kombinierendes Zeichen darstellen, indem der kombinierende Doppelakut U+030B COMBINING DOUBLE ACUTE ACCENT (◌̋) nachgestellt wird.

### TeX und LaTeX
TeX und LaTeX können beliebige Zeichen mit Doppelakut darstellen. Es gibt dazu den Befehl
\H o, der im Textmode ein ő erzeugt. Im mathematischen Modus gibt es keinen Befehl für den Doppelakut.

### Eingabe
Mit der deutschen Standard-Tastaturbelegung E1 wird das Zeichen als Alt Gr+r eingegeben. Diese Kombination wirkt als Tottaste, d. h. ist vor dem Grundbuchstaben einzugeben. Sie wirkt so nur auf die Buchstaben O/o und U/u, um die Eingabe von Ő/ő und Ű/ű zu bewirken; auf andere Zeichen angewendet hat sie eine andere Funktion (Eingabe von IPA-Lautschriftzeichen). Mit der älteren Tastaturbelegung T2 wird das Zeichen in ähnlicher Weise als Alt Gr+z eingegeben.